# 奧諾克
48°13′25″N 23°0′14″E / 48.22361°N 23.00389°E
奧諾克（烏克蘭語：Онок），是烏克蘭西部的村莊，隸屬外喀爾巴阡州的貝雷霍韋區。該村始建於1598年，面積7.22平方公里，海拔高度140米，2001年人口3,094，人口密度每平方公里429人。